# Live 8 Edimburgo
Edinburgh 50,000 – The Final Push fu l'evento di chiusura del Live 8, serie di concerti tenuti a luglio 2005 in tutto il mondo per sensibilizzare i leader mondiali del G8 sulla situazione di povertà e fame di larga parte della popolazione della Terra.
Tenutosi il 6 luglio 2005 a Murrayfield, stadio di Edimburgo, coincise con il giorno di apertura del vertice del G8 il 31 e il raduno nel centro della città che segna la fine de "La Lunga Camminata verso la Giustizia".
L'evento è indicato anche come Live 8 Edimburgo e Live 8 Scozia

## Artisti in ordine di apparizione
- Lenny Henry, ospite
- The Proclaimers: I'm Gonna Be (500 Miles)
- Jamie Cullum: All You Need Is Love (con Natasha Bedingfield)
- Natasha Bedingfield: These Words (con Jamie Cullum)
- Wet Wet Wet: With a Little Help from My Friends, Love Is All Around (con strumentali di Scotland the Brave e Loch Lomond)
- Davina McCall (presentatore) con i bambini della delegazione C8
- Peter Kay: versione strumentale di Top of the World
- McFly: All About You
- Eddie Izzard, presentatore
- 1 Giant Leap, Will Young, Maxi Jazz, Neneh Cherry, Geoffrey Oryema e Mahotella Queens: My Culture
- Eddie Izzard : Flower of Scotland
- Sugababes: Stronger
- Bono, presentatore
- Nelson Mandela, in voce con messaggio preregistrato dal Sudafrica
- George Clooney, presentatore
- Annie Lennox: Redemption Song e Sisters Are Doin' It for Themselves
- Coumi Nidu, Action Against Poverty
- Susan Sarandon, presentatrice
- Bob Geldof e Campino: The Great Song of Indifference e Rat Trap
- The Thrills: Santa Cruz (You're Not That Far)
- Claudia Schiffer e Herbert Grönemeyer, presentatori
- Midge Ure: Vienna (con Eddie Izzard e Troy Donockley)
- Chris Evans, presentatore
- Feeder: Buck Rogers
- Wangari Maathai, presentatore
- Youssou N'Dour e Neneh Cherry: 7 Seconds
- Embrace: Ashes
- Beverley Knight, ospite
- Texas: Inner Smile e Say What You Want
- Katherine Jenkins: Nessun dorma
- Snow Patrol: Run
- Ronan Keating, ospite
- Travis: Driftwood, Why Does It Always Rain on Me?
- The Corrs: Breathless e When the Stars Go Blue (con Bono)
- James Brown: I Feel Good, Papa's Got a Brand New Bag, Sex Machine (con Will Young)